# Jacopo Bartolomeo Beccari
Jacopo Bartolomeo Beccari (Bologna, 25 luglio 1682 – Bologna, 18-19 gennaio 1766) è stato un chimico italiano, principalmente noto come scopritore del glutine nella farina di frumento.
Beccari fu un'eccelsa personalità del '700 bolognese e del mondo scientifico di quel tempo: egli fu un cittadino esemplare e un illustre Lettore dello Studio Bolognese, tanto da essere insignito di onori in Patria e all'estero. 
Per le sue osservazioni sui foraminifera è considerato come uno dei precursori della microbiologia.

## Biografia
Jacopo Bartolomeo Beccari, figlio di Romeo Beccari e Flaminia Vittoria Maccarini, nacque il 25 luglio 1682 a Bologna nella Parrocchia di San Biagio. Il padre era speziale e sua madre, educata da collegiale al Baraccano, modesto ricovero di ragazze non ricche, si occupava delle faccende domestiche e dell'educazione dei figli. La famiglia Beccari non era di agiate condizioni, ma poté permettere una buona educazione ai quattro figli: Antonio Gaetano, primogenito, si fece monaco benedettino; Anna Caterina, seconda genita, andò in sposa a Giovanni Andrea Zannoni, agiata persona; di Giuseppe Carlo, quartogenito, non si ha nessuna notizia importante.
Nella Biblioteca dell'Università di Bologna si trova un albero genealogico di una famiglia Beccari di nobili origini, ma Jacopo Bartolomeo Beccari non provenne da quel ceppo, poiché è dimostrato che il bisnonno, Francesco Andrea, andò ad abitare a Bologna dalla borgata di Castel San Pietro Terme, a venti chilometri circa dalla città. È probabile quindi che quando Beccari acquistò grande fama a seguito delle sue scoperte, qualche ammiratore abbia voluto nobilitarlo anche nelle origini.
Jacopo sin da piccolo si distinse per la volontà di apprendere e per la vivacità d'ingegno, tanto da poter accedere giovanissimo alle scuole medie sotto l'insegnamento dei Padri Gesuiti. A quindici anni intraprese lo studio della Filosofia sotto la guida del canonico Giovan Battista Trionfetti e pochi anni dopo si dedicò allo studio della Medicina alla scuola di Jacopo Sandri, uno dei più stimati allievi di Marcello Malpighi.
Nel 1704 prese la laurea in Filosofia e Medicina all'Università di Bologna, dimostrando una buona disposizione alla carriera scientifica.
Nel 1718, a 36 anni, ebbe una violenta e grave malattia che interruppe per ben otto mesi il suo insegnamento. Nel 1730 e nel 1743 venne colpito da altre malattie più o meno gravi, ma grazie alla sua forza fisica ed alla sua grande energia psichica ed intellettuale, riuscì a sopravvivere. Non si sa se per le sue malferme condizioni di salute o per il lavoro intellettuale, Beccari rimase scapolo.

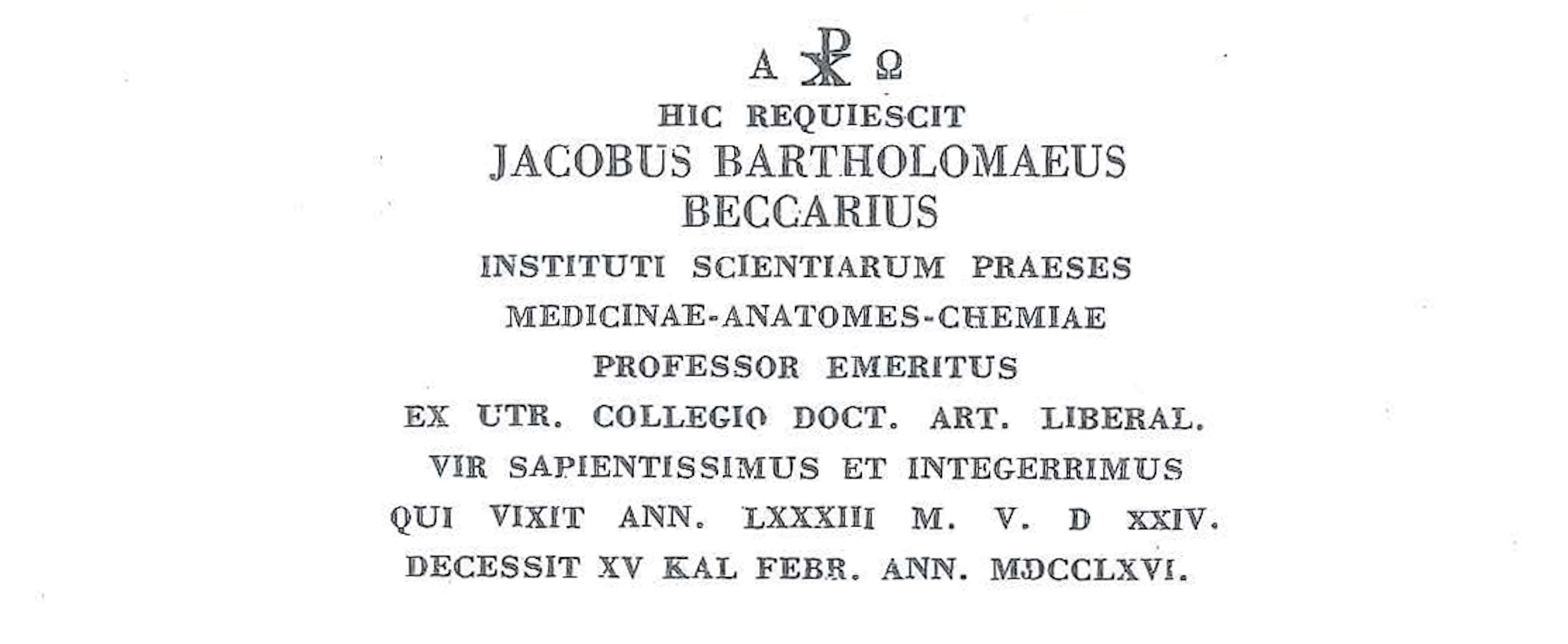
Epigrafe funeraria sulla tomba di Jacopo Bartolomeo Beccari

Il 13 gennaio 1766 ebbe un malore mentre teneva una lezione privata: fu prontamente soccorso, ma ogni cura fu vana e nella notte fra il 18 e il 19 gennaio morì. Fu poi sepolto nella Chiesa del Baraccano.
L'8 dicembre 2017 a Sansepolcro è stato inaugurato un monumento in onore di Jacopo Beccari nella piazza già intitolata al suo nome, nel quartiere Villaggio Buitoni.

## Attività accademiche

### Professore "diplomatico"

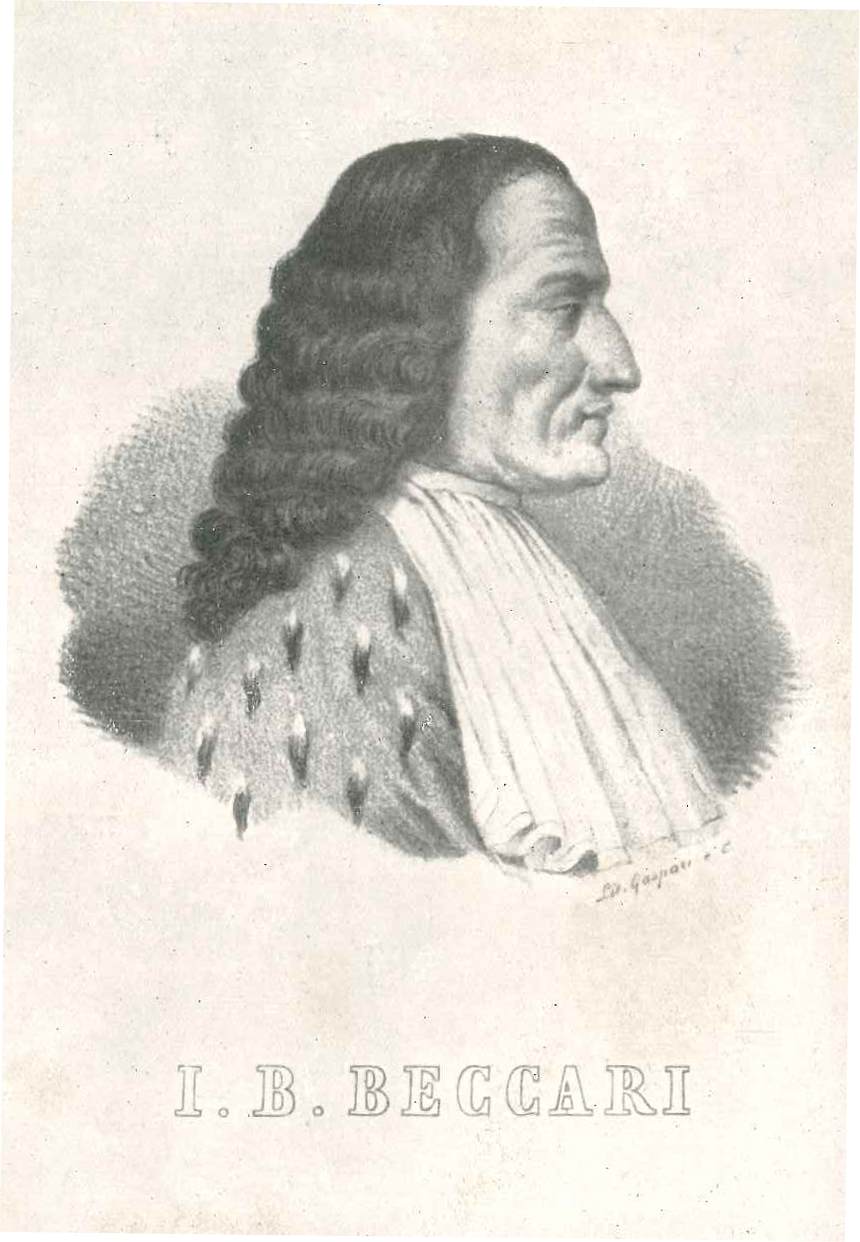
Ritratto di Jacopo Bartolomeo Beccari

Laureato, non si diede all'esercizio pratico della medicina, ma si dedicò ad esperimenti e ricerche scientifiche, seguendo le autopsie che Giovanni Battista Morgagni faceva all'Ospedale di Santa Maria della Morte, in Bologna. 
Grazie alla sua vasta cultura gli fu affidato l'insegnamento nel 1706 della Medicina e nel 1711 fu nominato Professore di Fisica sperimentale. Nel 1734 dalla Fisica passò all'insegnamento della Chimica.
Beccari non era un abile oratore, era anzi affetto da una lieve balbuzie, che suo cugino Scarselli giustificava come una pausa per perfezionare “il collocamento e la scelta delle parole”.
Egli difendeva sempre gli studenti, l'Università e la cultura che essa rappresentava, criticando anche la condotta politica delle Autorità locali:
(Jacopo Beccari)
Beccari si sentiva inattaccabile perché forte dell'affetto degli studenti e benvoluto dal Pontefice Benedetto XIV che aveva anche progettato di averlo come suo Medico a Roma, riconoscendo però che il suo allontanamento da Bologna sarebbe stato una grave perdita per l'Università.

### Naturalista, fisico, chimico

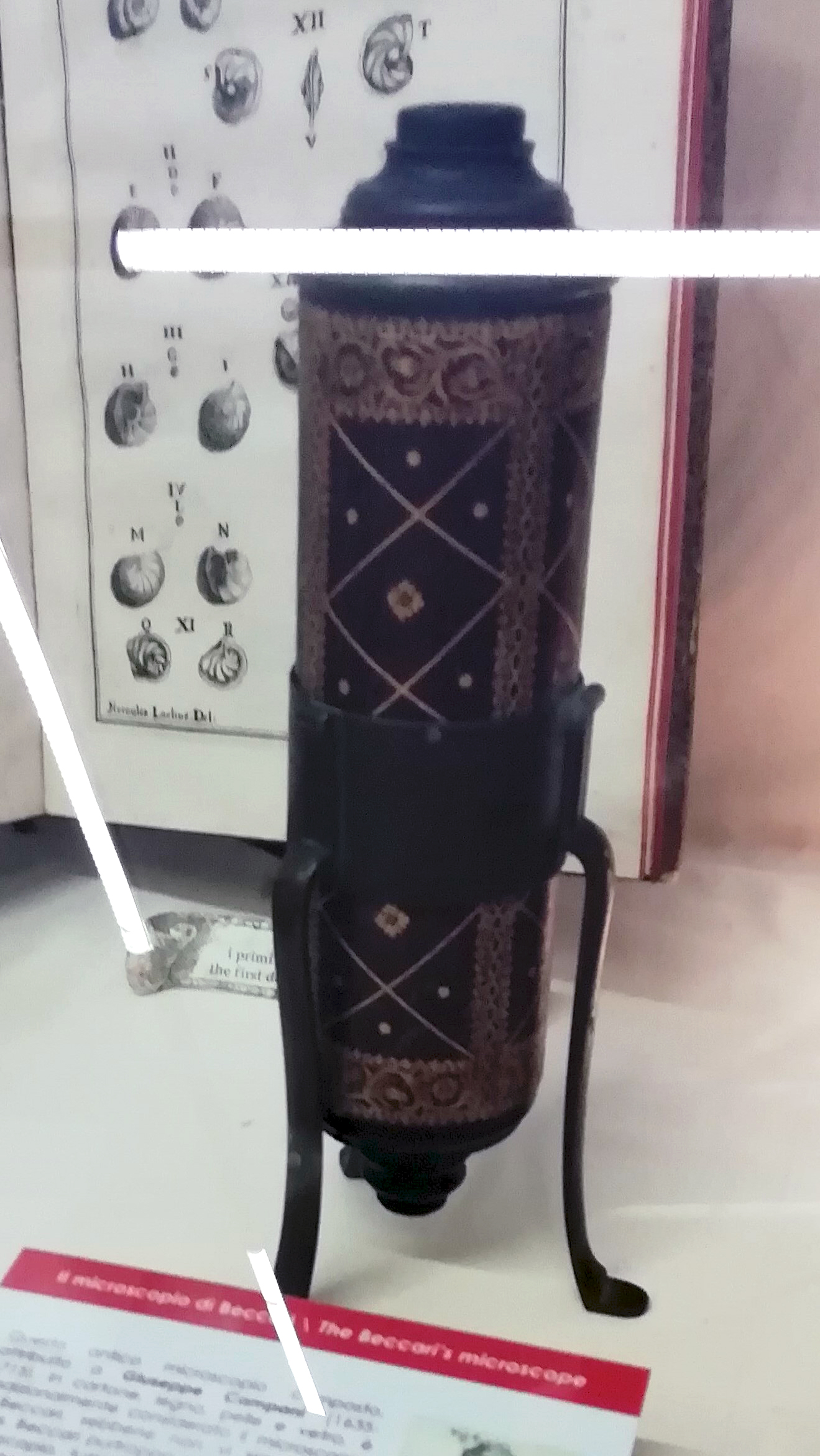
Il microscopio di Beccari usato per lo studio dei foraminiferi all'esposizione temporanea Mente e Malleo del Museo geologico Giovanni Capellini

I primi documenti della sua attività scientifica sono rappresentati da un gruppo di autografi donati nel 1857 dal Professor Michele Medici, fisiologo dell'Università di Bologna, all'Accademia delle Scienze. Sono raccolti sotto il titolo di “Dissertazioni” delle quali la prima risale al 1703. 
Esse rappresentano lo studio delle cause che possono determinare l'infiammarsi di sostanze racchiuse in recipienti a perfetta tenuta. Egli affermava che nelle sostanze in questione debbano esistere parti sulfuree che reagendo producono calore con il conseguente sviluppo di una fiamma.
Beccari trattò anche il fenomeno elettrofisico dell'ambra e di altre sostanze affini per effetto dello strofinamento nella sua dissertazione "Phylosophicae meditationes de Succino et de rei ipsius aliorumque similium corporum attractionem". 
Si occupò di botanica ed in particolare si dedicò allo studio di tessuti vegetali contenenti piccoli orifizi dai quali fuoriuscivano piccole gocce derivanti da ghiandole interne. Nel 1706 scrisse una relazione sulle emanazioni sulfuree che uscendo da crepacci si infiammano.
Egli si dedicò inoltre allo studio dei minerali e della fosforescenza dei corpi, facendo esperimenti su esseri viventi e non, riportando i suoi risultati nella comunicazione intitolata “De luce dactylorum”: in base a numerose osservazioni, effettuate con l'aiuto di un rudimentale apparecchio da lui costruito, formulò una classificazione dei corpi luminescenti in due grandi categorie, secondo che possano emettere luce spontaneamente o in seguito a eccitazione. Distinse quelli spontanei in corpi che emettono luce innata, come lucciole o datteri di mare, e corpi che emettono luce avventizia, come alcune sostanze organiche putrefatte; e quelli per eccitazione, a seconda che possano essere eccitati dall'attrito, dal calore, dall'aria o dalla luce, come diamanti e molti minerali, eccetto i metalli. Il 19 ottobre 1726 alle ore 18, Beccari descrisse l'aurora boreale apparsa in Italia, alla quale ricollegò anche gli studi sulla fosforescenza.
Tali studi, documentano la versatilità del suo ingegno e rappresentano un valido contributo al progresso delle scienze ed alla crescita degli Istituti di cui faceva parte. 
Anche il celebre Professore di Chimica Francesco Selmi nel suo “Compendio storico della Chimica” esaltò il sapere e l'abilità sperimentale di Beccari, dichiarando:

### Igienista, fisiologo, medico
Fin dal 1706 Beccari dimostrò la sua preparazione nel campo dell'Igiene grazie ad una dissertazione intitolata “De aquis putealibus”. Egli volle rendersi conto degli elementi che facevano parte della composizione dell'acqua inquinata dei pozzi bolognesi.
Condusse inoltre analisi di altri liquidi, raccogliendo l'invito del celebre Antonio Maria Valsalva sull'analisi dei brodi medicinali: Beccari, grazie alle sperimentazioni condotte, arrivò alla conclusione che il migliore per proprietà curative fosse il brodo di vipera. 
Altre analisi riguardarono l'acqua di Recoaro, riportate nello scritto “De medicatis Recorbarii aquis”: essa risultò avere una “natura elastica” dovuta ad “uno spirito o fluido che scaturendo dalla terra essa trascina in parte disciolto in parte connesso ad altri elementi ferruginosi”.
Nel 1739 i Reggitori dello Stato di Lucca proposero a Beccari un nuovo argomento di carattere igienico. I quesiti propostigli furono due: i Reggitori si chiedevano se il taglio della Macchia (alberi ed arbusti tipici dell'ambiente mediterraneo) poteva in qualche modo contribuire alla salubrità dell'aria di Viareggio, contaminata da vaste paludi, e se poteva inoltre nuocere all'aria di Lucca. Relativamente al primo Beccari suggerì l'abbattimento della Macchia di Viareggio:
(Jacopo Beccari)
Per quanto riguarda il secondo quesito, Beccari, considerata la distanza tra Viareggio e Lucca, concluse che le esalazioni provenienti dai terreni paludosi non potevano arrivare fino a Lucca.
Contrariamente alla volontà del Beccari, espressa nel suo testamento olografo, i suoi consulti medici furono, dopo la sua morte, raccolti da amici e ammiratori e affidati a Galli Bibbiena, principale depositario per la pubblicazione, non solo a titolo di omaggio, ma soprattutto “a profitto e soddisfacimento degli studiosi e dei pratici”. Fra il 1776 e il 1781 uscì dalla stamperia di San Tommaso d'Aquino in Bologna la raccolta dei Consulti del Medico Dottor Giacomo Bartolomeo Beccari in tre volumi. In essi si rileva l'accuratezza nel conoscere la natura della malattia, che rappresenta una delle analisi più importanti, e di determinarne la sede, altro canone fondamentale della diagnostica clinica.
Egli dimostrò una grande abilità a proposito della sintomatologia del dolore, nel distinguere quelle manifestazioni che rappresentavano la guida alla determinazione e alla localizzazione della malattia.

#### L'uomo del glutine
Dove però Beccari dimostrò il suo ingegno fu nell'analisi di alcuni alimenti, quali frumento e latte. La celebre scoperta del glutine nella farina del grano fu un'eccezionale trovata raggiunta con mezzi modesti, ma con una perspicacia degna di un grande intelletto.
Sperimentando, egli lasciò cadere un po' di farina di frumento nell'acqua e constatò che una parte di essa si suddivideva in pulviscoli che la opacizzavano, ed una parte precipitava rimanendo sul fondo. Sottoponendo a prolungato calore le due sostanze, le differenziò in vegetale (amido, che fermentava) e in animale (glutine, che putrefaceva). Per mezzo poi di una distillazione ottenne un liquido alcalino di natura animale, ed un liquido acido dalla polvere vegetale. 
Fece inoltre una comparazione con un prodotto animale, il latte, scoprendo un prodotto simile al glutine cerealico, dimostrando l'identica natura di glutine e caseina.
Il valore della scoperta del glutine, comunicata all'Accademia bolognese nel 1745 e pubblicata nel 1728 nella relazione "De frumento", e la sua attribuzione a Beccari, furono riconosciuti da eminenti studiosi italiani e stranieri, tra cui Pierre-Joseph Macquer, Antoine Parmentier, Johann Friedrich Gmelin, Thomas Burr Osborne.

### Meteorologo
Beccari si occupò anche di meteorologia, cominciando una delle più longeve serie meteorologiche al mondo. A partire dal 1715, Beccari prese regolarmente tre volte al giorno misure di pressione e temperatura, facendosi aiutare da Domenico Gusmano Galeazzi e Eustachio Zanotti. Le misure venivano fatte sia all'Accademia delle Scienze che a casa sua. Oltre alle misure strumentali, Beccari annotò giornalmente lo stato del cielo e descrisse particolari fenomeni meteorologici che vedeva o di cui aveva notizia.
Nel corso degli anni Beccari sperimentò ed usò diversi tipi di strumento: due barometri e sei termometri, fra cui due ad aria costruiti da Vittorio Stancari. Seguendo l'invito di James Jurin, Beccari aderì alla rete meteorologica della Royal Society, e nel 1723 cominciò anche a misurare la pioggia.
Fu un osservatore molto preciso e scrupoloso, poiché riuscì a prendere le misure in maniera continuativa quasi tutti i giorni per oltre 50 anni, fino all'ultimo giorno della sua vita. Dopo la sua morte, le misure furono proseguite dal suo pupillo Francesco Maria Galli da Bibbiena, fino al 1774.
I registri originali di Beccari e Galli da Bibbiena furono successivamente acquistati da Giuseppe Toaldo, che li usò nei suoi studi sulla meteorologia, e sono conservati presso l'archivio antico della Specola di Padova.

### Trattatista
Esiste un manoscritto contenente la raccolta delle lezioni tenute da Beccari, scritto in diversi anni grazie alla collaborazione dei discepoli del Professore, intitolato "Institutionum Medicinalium (o Medicarum) in quinque libros divisarum Prolegomena". 
Nel 1759 furono pubblicati i cinque volumi completi dell'opera di Beccari: l'opera ha inizio con il capitolo “De Medicina origine, incremento et perfectione”, nel quale si afferma che di tutte le parti della medicina, le prime ad essere studiate siano state la dietetica e la traumatologia. 
Secondo Beccari le materie che compongono la scienza medica sono cinque: Fisiologia, Igiene, Patologia, Semiotica e Terapia.
Beccari descrisse la fisiologia del corpo umano, mostrando di aver compreso anche l'anatomia che serve come base per l'interpretazione delle funzioni. A questa prima parte segue la descrizione degli Umori, dal sangue al latte materno, della digestione, della gravidanza, della respirazione, della circolazione, del movimento e persino dei temperamenti, derivanti secondo il medico da precise funzioni vitali.
Dai suoi studi e dai suoi scritti si rileva la vastità del suo insegnamento, l'accuratezza della sua esposizione e la modernità del suo pensiero scientifico, anche se non mancano cenni e riferimenti alla medicina antica e alla speculazione filosofica del tempo. 
Da tutto ciò deriva l'incondizionata stima che gli veniva attribuita da parte dei colleghi e dei suoi pazienti.

## Scritti principali
- De Bononiensi arena quadam, in De Bononiensi scientiarum et artium Instituto atque Academia Commentarii, 1731, T. I, pp. 62-70;
- De Lapide Bononiensi, ibid., T. I., pp. 181-205;
- De motu intestino corporum fluidorum, ibid., T. I, pp. 483-496;
- Lettera al Cav. Tommaso Derham intorno la meteora chiamata "foco fatuo", in Saggio delle transazioni filosofiche della Società Regia dall'anno 1720 fino a tutto l'anno 1730, tradotta da T. Derham, Napoli 1734;
- Parere intorno al taglio della macchia di Viareggio, Lucca 1739;
- De juribus variis, in De Bononiensi scientiarum et artium Instituto atque Academia Commentarii, 1745, T. II, pp. 95-108;
- De corporum dissolutionibus, ibid., T. II, pp. 112-117;
- De frumento. Scientiarum et Artium instituto atque academia commentarii. Tomi secundi, Pars prima, 1745, pp. 122-127,
- De morbis quibusdam popularibus, ibid., T. II, pp. 219 s.;
- De longa cibi potusque omnis abstinentia, ibid., T. II, pp. 221-235;
- De luce dactylorum, ibid, T. II, pp. 248-273;
- De adamante aliisque rebus in phosphororum numerum referendis, ibid., T. II, pp. 274-303;
- De quamplurimis phosphoris nunc primum detectis commentarius, in De Bononiensi scientiarum et artium Instituto atque Academia Commentarii, 1747, T. II, pp. 136-179;
- De Bononiensi constitutione hyemali anni 1729/30 in Acta physico-medica Academiae Naturae Curiosorum, 1752, T. III, pp. 142-152;
- De qualitatibus quibusdam, quae phosphororum luci obstant, in De Bononiensi scientiarum et artium Instituto atque Academia Commentarii, 1755, T. III, pp. 105-113;
- De medicatis recobarii aquis, ibid., T- III, pp. 374-405;
- De vi, quam ipsa per se lux habet, non colores modo, sed etiam texturam rerum, salvis interdum coloribus, immutandi, in De Bononiensi scientiarum et artium Instituto atque Academia Commentarii, 1757, T. IV, pp. 74-87;
- De lacte, ibid., 1767, T. V, pp. 1-56;
- Consulta medica, Tipografia San Tommaso D'Aquino, Bologna 1777-1781, 3 voll.